# Subcarpații Transilvaniei
Subcarpații Transilvaniei reprezintă o subdiviziune a Depresiunii colinare a Transilvaniei, fiind o succesiune de depresiuni și dealuri situate în partea de est a acesteia , la contactul ei cu Carpații Orientali. Denumirea provine de la caracteristicile reliefului, care este asemanator Subcarpaților.
Deși se numesc astfel, propriuzis nu reprezintă o diviziune a Subcarpaților, deoarece sunt diferiți din punct de vedere geologic (nu s-au format în același timp și în aceleași condiții). 

## Limite
Fizico-geografic, în nord și sud sunt limitați de văile râurilor Mureș și respectiv Olt, în est de munții Munții Gurghiu și Harghita,  în  nord-vest  de  Dealurile  Bistriței și la vest  de  Podișul  Transilvaniei.
Nu există o unanimitate de păreri în privința limitei nordice a acestora (unele opinii indicând prelungirea acestora până la valea Someșului Mare sau doar până la Niraj)

## Relief
Succesiunea cuprinde dinspre munți spre Podișul Transilvaniei depresiuni submontane (Vălenii de Mureș, Gurghiu, Praid, Odorhei, Homoroadelor si Hoghiz), dealuri interne (Măgura Rez, Plopiș, Șiclodul, Bicheci –  1.080 m, cel mai înalt deal din Depresiunea Transilvaniei, Firtuș, Sinioara, Nădăscut), depresiuni intracolinare (Măgherani - Atid, Cristuru Secuiesc, Archita, Beia, Rupea) și dealuri externe.
Fragmentarea reliefului este ridicată.

## Geologie
Sunt formați dintr-o succesiune de sinclinale și anticlinale paralele cu munții, într-o zonă cu depozite miocene și pliocene (marne, nisipuri, conglomerate, tufuri vulcanice). Acestea, local sunt uneori acoperite de aglomerate vulcanice sau structuri piemontane. Fundamentul este cristalin. Cutele situate perimontan sunt deformate de către ascensiunea blocurilor de sare (străpungeri diapire).
Spre Podișul Transilvaniei cutele au configurație de brachianticlinale, deoarece au suferit ridicări sau coborâri locale.
Depresiunile s-au format prin eroziune.

## Climă
Dealurile înalte și depresiunile sunt caracterizate de un climat răcoros. Primăvara se înregistrează ploi abundente.

## Rețeaua hidrografică
Rețeaua hidrografică aparține Mureșulului (cu afluenții Târnava Mare și Târnava Mică) și Oltului ( Homorodul Mare și Homorodul Mic). Primul colectează cea mai mare parte a apelor din zonă.

## Elemente de geografie economică
Principalele resurse ale zonei sunt: gazul metan, sarea, rocile de construcție, apele minerale și termale.